# Уролка (река)
Уро́лка — река в Пермском крае, правый приток Камы. Устье реки находится в 996 км по правому берегу реки Кама. Длина реки составляет 140 км, площадь бассейна — 2010 км².
Начинается на Верхнекамской возвышенности, на западе Усольского района, протекает по Соликамскому и Чердынскому районам, впадает в Каму выше Керчевского рейда.
Генеральное направление течения — северо-восток. Течёт по лесистой местности, русло крайне извилистое. В низовьях образует затоны и старицы. На реке стоит несколько населённых пунктов: Усть-Уролка, Пашиб (Чердынский район); Уролка и Басим (Соликамский район).

## Притоки (км от устья)

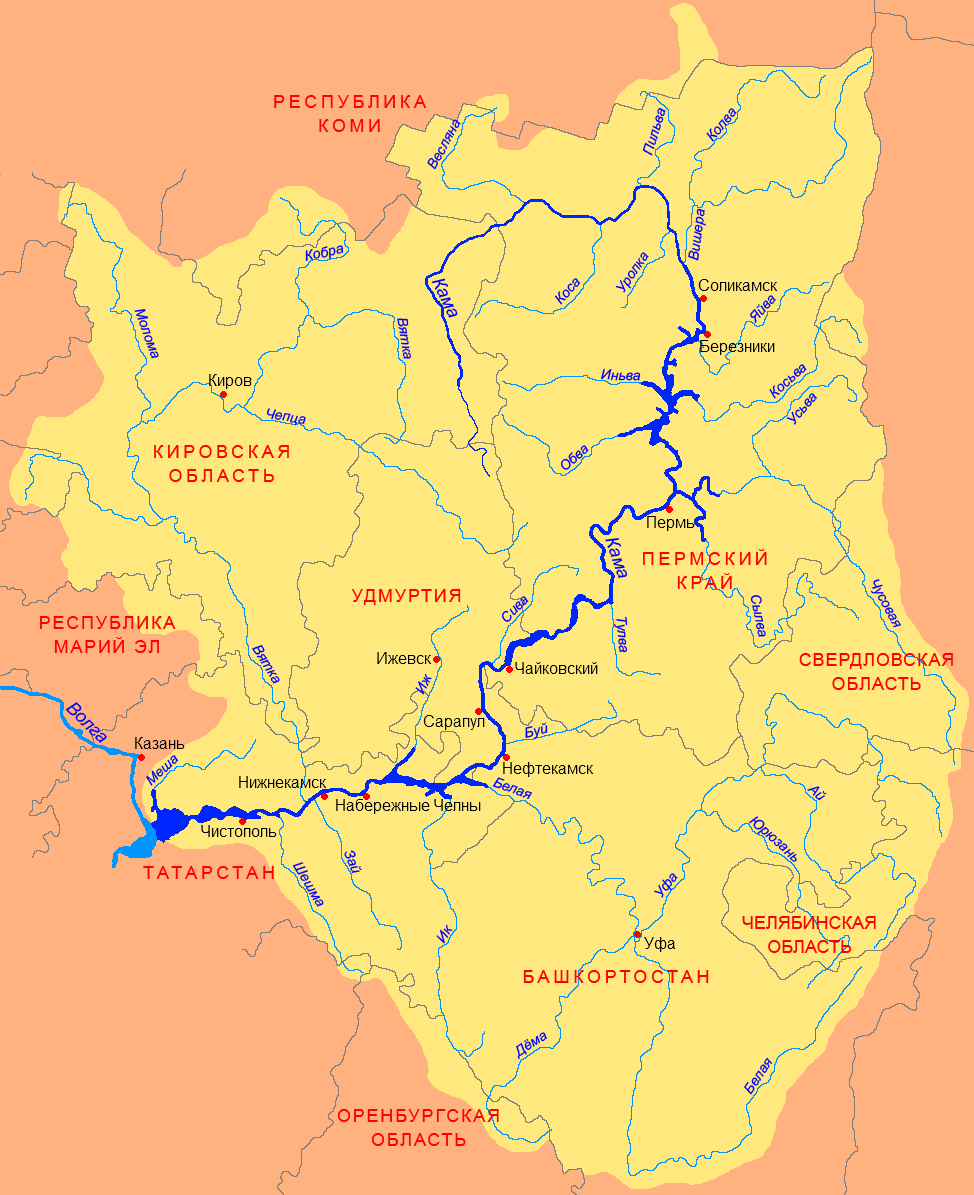
Бассейн Камы

Крупнейшие притоки — Косьва, Урич и Ульва.
- 11 км: река Солман (лв)
- река Уштыгорка (пр)
- 23 км: река Сирья (лв)
- река Тагьяшерка (пр)
- река Моховянка (лв)
- 39 км: река Косьва (пр)
- 48 км: река Урич (лв)
- 50 км: река Лыпья (пр)
- 57 км: река Ульва (лв)
- река Русьборт (пр)
- 74 км: река Гекшор (в водном реестре — без названия, лв)
- река Бадчерка (пр)
- 85 км: река Пычас (лв)
- река Исаковка (пр)
- 97 км: река Чугор (лв)
- 103 км: река Линьва (пр)
- река Большая (пр)
- река Песчанка (пр)
- река Баская (пр)